# Esociformes

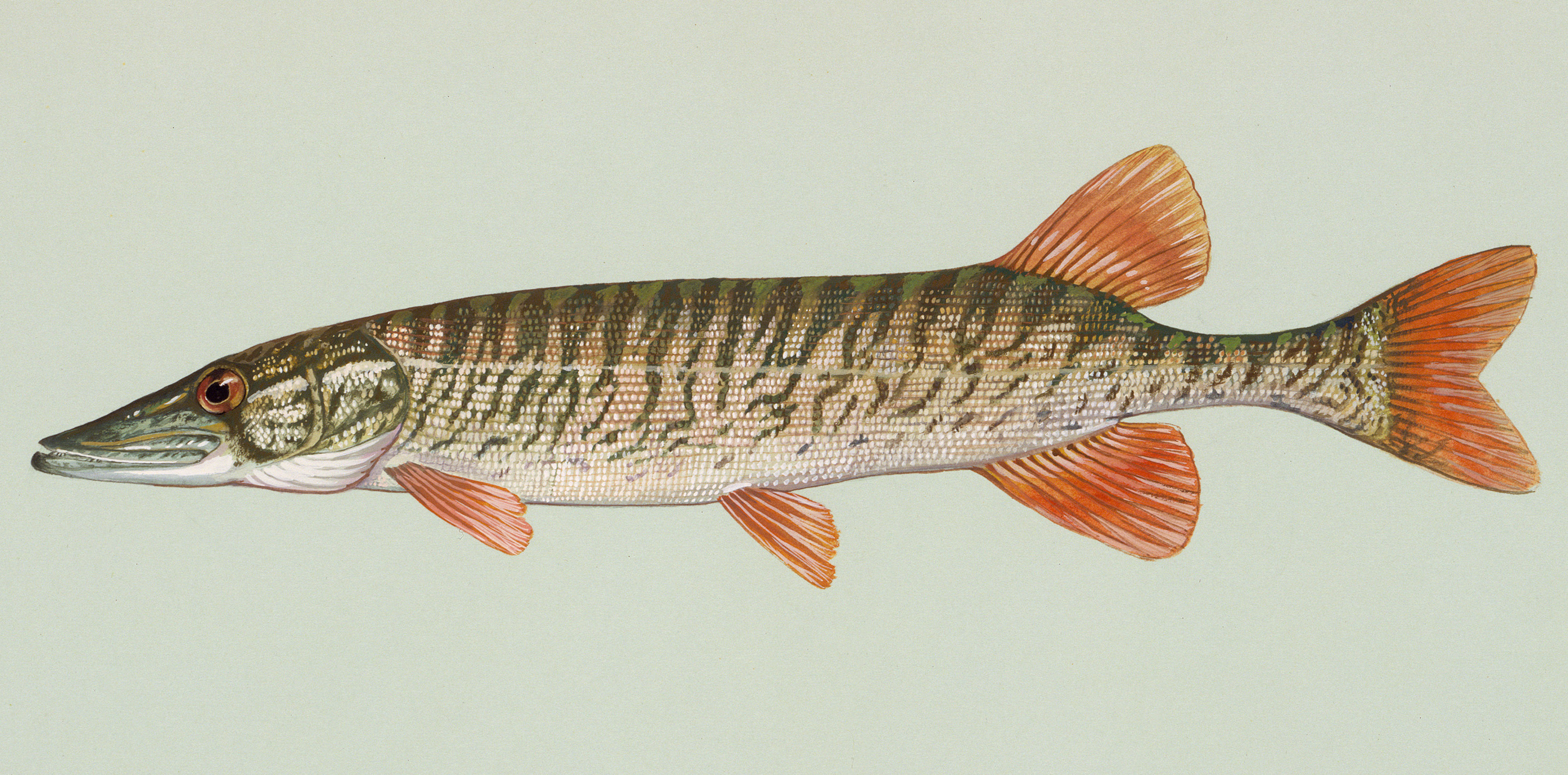
Esox americanus

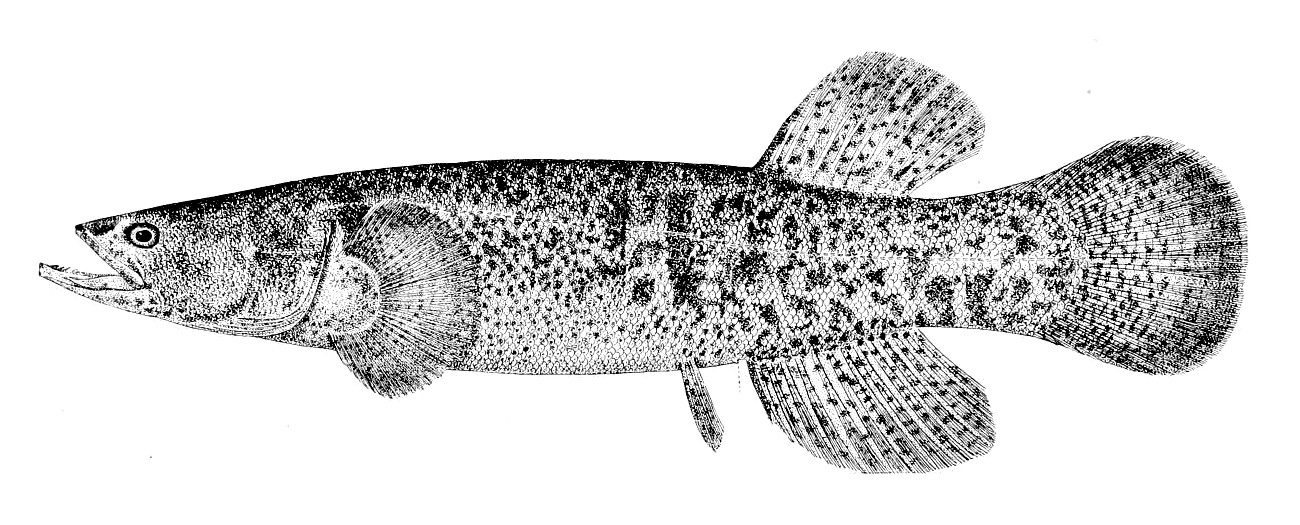
Dallia pectoralis

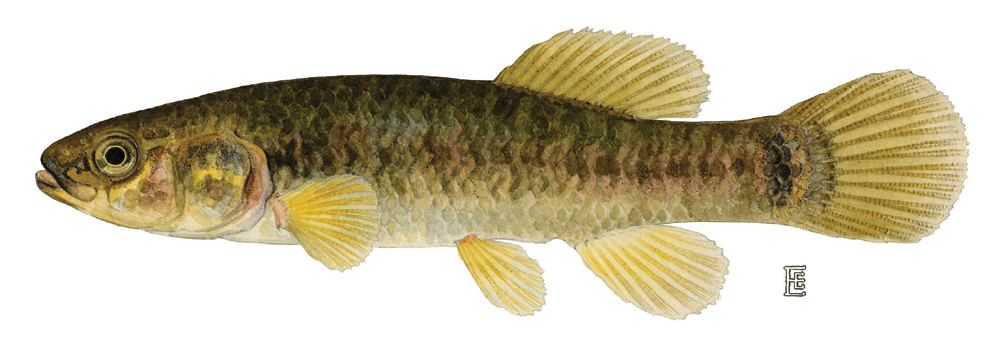
Umbra limi

Els esociformes (Esociformes) són un ordre de peixos teleostis d'aigua dolça, distribuïts per rius de diversos continents, entre els quals es troba inclosa una espècie d'aigua dolça, el lluç de riu, un voraç depredador que està dotat de mandíbules molt potents. El seu nom procedeix del llatí esox, nom en aquest idioma del lluç.

## Distribució
Totes les espècies d'espècies viuen en aigües dolces de l'hemisferi nord, a Europa, Àsia i l'Amèrica del Nord, principalment en zones temperades i fredes. També viuen a les regions àrtiques del nord de Sibèria, el nord del Canadà i Alaska, i a regions més càlides del sud de França, a la part nord i central d'Itàlia, a la península dels Balcans, amb l'excepció excepció de Grècia, i als estats meridionals dels Estats Units que limiten amb l'Atlàntic i el Golf de Mèxic.

## Descripció
Es tracta d'espècies amb un cos allargat, que tenen una aletes caudal central gran, i una aleta dorsal que els proporciona molta acceleració. El maxil·lar superior no té dents i no tenen aleta adiposa, com les espècies dels altres ordres de protacantopterigis. També és molt característic que tant l'aleta dorsal com l'aleta anal es trobin localitzades molt posteriorment en el cos.

## Ecologia
Són espècies que per alimentar-se, s'amaguen entre la vegetació aquàtica i ataquen per sorpresa les seves preses. La seva dieta està formada per peixos, amfibis i aus aquàtiques.

## Sistemàtica
Els esociformes es troben classificats dins dels protacantopterigis, juntament amb els salmoniformes i els osmeriformes. Es difereixen de les espècies dels altres dos ordres, entre altres coses, per l'absència d'una aleta adiposa. La monofilia dels esociformes és indiscutible. Els esociformes es divideix en dues famílies, els esòcids i els úmbrids. Tradicionalment, els esòcids incloïen només el gènere Esox, mentre que els úmbrids, que incloïen els altres tres gèneres. No obstant això, estudis filogenètics recents han demostrat que els gèneres Dallia i Novumbra estan més relacionats amb Esox que amb Umbra.

## Classificació
Els esociformes es subdivideix en tres famílies i set gèneres, de les quals hi ha una família i tres gèneres extints.
Ordre Esociformes
- Família Esocidae
  - Dallia
  - Esox
  - Novumbra
- Família Umbridae
  - Proumbra †, Oligocè
  - Umbra Walbaum, 1792
- Família Palaeoesocidae †
  - Boltyshia †, Paleocè i Eocè
  - Palaeoesox †, Eocè